# 北海道拓殖鉄道
北海道拓殖鉄道（ほっかいどうたくしょくてつどう）は、かつて北海道上川郡新得町の国鉄根室本線新得駅から分岐して、河東郡上士幌町の国鉄士幌線上士幌駅までを結んでいた鉄道路線およびその運営鉄道事業者である。通称は「拓鉄」。
鉄道は1968年に廃線となったが、企業としての拓鉄は新得町に本社を置く物流会社として存続しており、系列会社の北海道拓殖バス（音更町）が十勝地方で路線バスを運行している。

## 歴史

### 北海道拓殖鉄道の経緯
北海道の民営鉄道は、炭鉱からの石炭輸送、または古くから賑わいを見せていた漁港と最寄りの国鉄駅を結ぶ目的で建設された事例が多いが、拓鉄はそれらと性格を異にし、鉄道の開通によって沿線に入植者が集まるだろうという目算の元、道内の商工業者が出資して発足した。社名もその計画を反映したものである。
1924年（大正13年）に新得側から工事を始め、1928年（昭和3年）に新得駅 - 鹿追駅間が開業した。足寄郡足寄町の池北線（当時は網走本線）足寄駅までの延伸を見込んでいた。だが石北本線の開通で短絡の意義が薄くなったことや凶作続きで入植者が増えなかったことに加え、昭和恐慌で資金が不足したため、途中の上士幌駅まで開業して工事は中断した。
木材輸送で賑わったこともあったが、トラック輸送に切り替えられたことや沿線の人口が伸びなかったため、経営は苦境続きであった。そのため、中古のディーゼル機関車や気動車を導入して運行費用の削減を図ったり、利用の少ない末端区間を廃止したりしている。しかし、設備の老朽化に対して資金を回すことができず、特に屈足駅 - 瓜幕駅間にあった熊牛トンネルは変状が進んで危険な状態となった。会社は改修に必要な資金を捻出できず、ついには札幌陸運局より異例の行政指導（老朽施設の改善要求）を受けたことから1968年（昭和43年）2月に熊牛トンネルを放棄し、新得駅 - 屈足駅間で通学列車を1往復運行するだけとなった。この通学列車の運行も同年7月初旬には停止され、同年10月に全線が廃線となった。7月末にはさよなら列車の運転があったが、この列車は新得駅 - 鹿追駅間を運転しており、なぜか放棄したはずの熊牛トンネルを通過している。
会社自身は廃線後も運送業者として存続している。また、バス部門は廃止前の1961年1月に子会社の北海道拓殖バス（1960年12月設立）に譲渡されて存続している。

### 年表
- 1923年（大正12年）11月22日：鉄道免許状下付（上川郡屈足村-中川郡本別村）[2]
- 1925年（大正14年）4月22日：北海道拓殖鉄道株式会社設立（本社東京）[3][4]。
- 1926年（大正15年）6月26日：鉄道免許失効（1923年11月22日免許 中川郡居邊村-同郡本別村間指定ノ期限マテニ工事施工認可申請ヲ為ササルタメ）[5]。
- 1927年（昭和2年）12月2日 助川貞二郎取締役（代表）に就任[6]
- 1928年（昭和3年）
  - 12月15日：新得駅 - 鹿追駅間開業[7]。南新得駅、屈足駅、鹿追駅開業。
  - 12月27日：鉄道免許状下付（河東郡鹿追村-同郡音更村間）[8]。
- 1929年（昭和4年）
  - 8月24日：十勝拓殖鉄道（発起人総代 助川貞二郎）[9]へ鉄道敷設権譲渡（1928年12月27日免許 河東郡鹿追村-同郡音更村間）[10]。
  - 11月26日：鹿追駅 - 中音更駅間開業[11]。瓜幕駅、東瓜幕駅、中音更駅開業。
- 1931年（昭和6年）11月15日：中音更駅 - 上士幌駅間開業[12]。
- 1932年（昭和7年）
  - 7月20日：瓦斯倫（ガソリン）動力併用認可[3]。
  - 11月15日：佐幌駅、新幌内駅、中瓜幕駅開業。
- 1935年（昭和10年）9月12日：鉄道免許取消（1923年11月22日免許 河東郡士幌村-中川郡居邊村間 指定ノ期限マテニ工事竣工セサルタメ）[13]。
- 1936年（昭和11年）11月25日：北笹川駅開業。
- 1943年（昭和18年）：軍令により士幌線十勝三股駅からの原木を上士幌駅経由で新得駅へ輸送開始。臨時貨物列車運行。
- 1949年（昭和24年）8月31日：東瓜幕駅 - 上士幌駅間運行停止。
- 1960年（昭和35年）時期不詳：熊牛駅、自衛隊前駅開業。
- 時期不詳（1961年以前[14]）：中鹿追駅開業。
- 1962年（昭和37年）8月4日：台風による集中豪雨により佐幌川橋梁流出や築堤崩壊など大きな被害を受ける。戦後復興資金適用にて復旧。
- 1965年（昭和40年）12月20日：瓜幕駅 - 東瓜幕駅間休止。
- 1967年（昭和42年）10月1日：瓜幕駅 - 東瓜幕駅間廃止。
- 1968年（昭和43年）
  - 2月10日：屈足駅 - 瓜幕駅間休止[15]。
  - 10月1日：新得駅 - 瓜幕駅間廃止。

## 路線データ
1934年12月1日時点
- 路線距離：新得駅 - 上士幌駅間54.3km
- 電化区間：なし（全線が非電化）
- 複線区間：なし（全線が単線）

## 運行概要
1934年12月1日改正当時
- 旅客列車本数：新得駅 - 南新得駅間2往復半、新得駅 - 瓜幕駅間1往復半、新得駅 - 上士幌駅間3往復
- 所要時間：全線1時間50分 - 2時間

## 駅一覧
接続路線の事業者名は廃止時点のもの。全駅北海道に所在。
| 駅名       | 駅間キロ | 営業キロ | 接続路線               | 所在地 | 所在地   |
| ---------- | -------- | -------- | ---------------------- | ------ | -------- |
| 新得駅     | -        | 0.0      | 日本国有鉄道：根室本線 | 上川郡 | 新得町   |
| 南新得駅   | 1.4      | 1.4      |                        | 上川郡 | 新得町   |
| 佐幌駅     | 4.4      | 5.8      |                        | 上川郡 | 清水町   |
| 屈足駅     | 4.7      | 10.5     |                        | 上川郡 | 新得町   |
| 熊牛駅     | 3.6      | 14.1     |                        | 上川郡 | 清水町   |
| 新幌内駅   | 2.0      | 16.1     |                        | 河東郡 | 鹿追町   |
| 中鹿追駅   | 3.7      | 19.8     |                        | 河東郡 | 鹿追町   |
| 鹿追駅     | 1.2      | 21.0     | 十勝鉄道：清水部線     | 河東郡 | 鹿追町   |
| 北笹川駅   | 2.8      | 23.8     |                        | 河東郡 | 鹿追町   |
| 自衛隊前駅 | 1.3      | 25.1     |                        | 河東郡 | 鹿追町   |
| 瓜幕駅     | 3.6      | 28.7     |                        | 河東郡 | 鹿追町   |
| 中瓜幕駅   | 4.3      | 33.0     |                        | 河東郡 | 鹿追町   |
| 東瓜幕駅   | 2.4      | 35.4     |                        | 河東郡 | 鹿追町   |
| 中音更駅   | 9.3      | 44.7     |                        | 河東郡 | 上士幌町 |
| 上士幌駅   | 9.6      | 54.3     | 日本国有鉄道：士幌線   | 河東郡 | 上士幌町 |

## 輸送・収支実績
| 年度 | 輸送人員（人） | 貨物量（トン） | 営業収入（円） | 営業費（円） | 営業益金（円） | その他益金（円）   | その他損金（円）      | 支払利子（円） | 政府補助金（円） | 道庁補助金（円） |
| ---- | -------------- | -------------- | -------------- | ------------ | -------------- | ------------------ | --------------------- | -------------- | ---------------- | ---------------- |
| 1928 | 11,372         | 8,655          | 9,439          | 25,598       | ▲ 16,159       |                    | 雑損2,979 土地業4,957 | 18,459         |                  |                  |
| 1929 | 42,462         | 15,171         | 48,975         | 91,310       | ▲ 42,335       |                    | 土地業3,436           | 171,580        | 112,381          | 89,905           |
| 1930 | 45,965         | 12,627         | 55,289         | 88,735       | ▲ 33,446       |                    |                       | 206,689        | 154,588          | 91,383           |
| 1931 | 35,848         | 25,709         | 49,218         | 93,831       | ▲ 44,613       |                    | 雑損471               | 171,064        | 131,187          | 92,342           |
| 1932 | 36,055         | 21,650         | 42,085         | 94,841       | ▲ 52,756       |                    | 雑損6,898             | 210,806        | 145,457          | 92,469           |
| 1933 | 43,542         | 26,725         | 60,324         | 92,851       | ▲ 32,527       |                    | 雑損24,244            | 173,933        | 92,476           | 159,011          |
| 1934 | 45,816         | 33,560         | 67,711         | 113,255      | ▲ 45,544       | 債務免除金 102,828 | 雑損13,311            | 146,661        | 178,580          | 69,242           |
| 1935 | 46,100         | 36,106         | 74,432         | 115,285      | ▲ 40,853       |                    | 雑損82,485            | 90,308         | 178,836          | 91,053           |
| 1936 | 51,240         | 41,409         | 84,851         | 122,101      | ▲ 37,250       |                    | 雑損119,030           | 76,722         | 179,315          | 101,417          |
| 1937 | 56,319         | 43,051         | 113,322        | 149,880      | ▲ 36,558       |                    | 雑損102,502           | 71,978         | 144,652          | 97,497           |
| 1939 | 101,312        | 51,999         |                |              |                |                    |                       |                |                  |                  |
| 1941 | 136,685        | 72,238         |                |              |                |                    |                       |                |                  |                  |
| 1945 | 255,147        | 92,198         |                |              |                |                    |                       |                |                  |                  |
| 1952 | 228,893        | 117,604        |                |              |                |                    |                       |                |                  |                  |
| 1958 | 206千          | 63,937         |                |              |                |                    |                       |                |                  |                  |
| 1963 | 258千          | 94,230         |                |              |                |                    |                       |                |                  |                  |
| 1966 | 249千          | 92,489         |                |              |                |                    |                       |                |                  |                  |

- 『鉄道統計資料』『鉄道統計』『国有鉄道陸運統計』『地方鉄道統計年報』『私鉄統計年報』各年度版より。

## 車両
開業時は蒸気機関車2両、四輪ボギー二三等合造客車2両、四輪有蓋緩急車2両、四輪有蓋貨車2両、四輪無蓋貨車5両。全て汽車製造製。未開拓地域の新線という経営状況の厳しさにもかかわらず、開業時に全て新製車両を充当したのは異例で、路線延長の割に車両数が少ないことも閑散ぶりをうかがわせる。以降の車両も数は多くないが特異なものが多い。
拓鉄が音更町で鉄道営業所として使われていた建物の倉庫を2019年に調べたところ、ダイヤグラムなどの書類に加えて車両図面が多数見つかった。同町内で私設鉄道博物館を運営する穂積規による分析・整理を経て、図面集が2021年に刊行された。

### 蒸気機関車

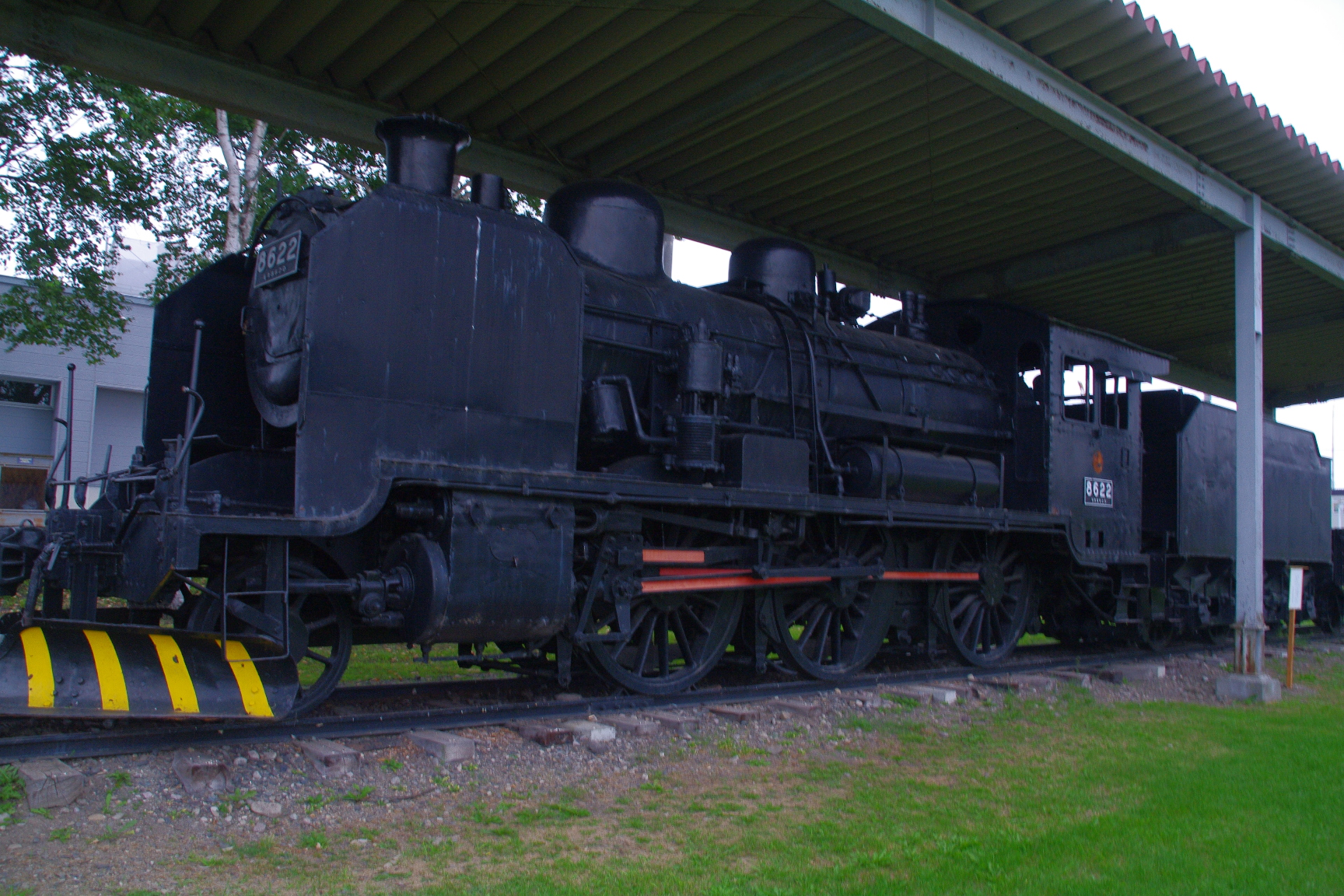
8622

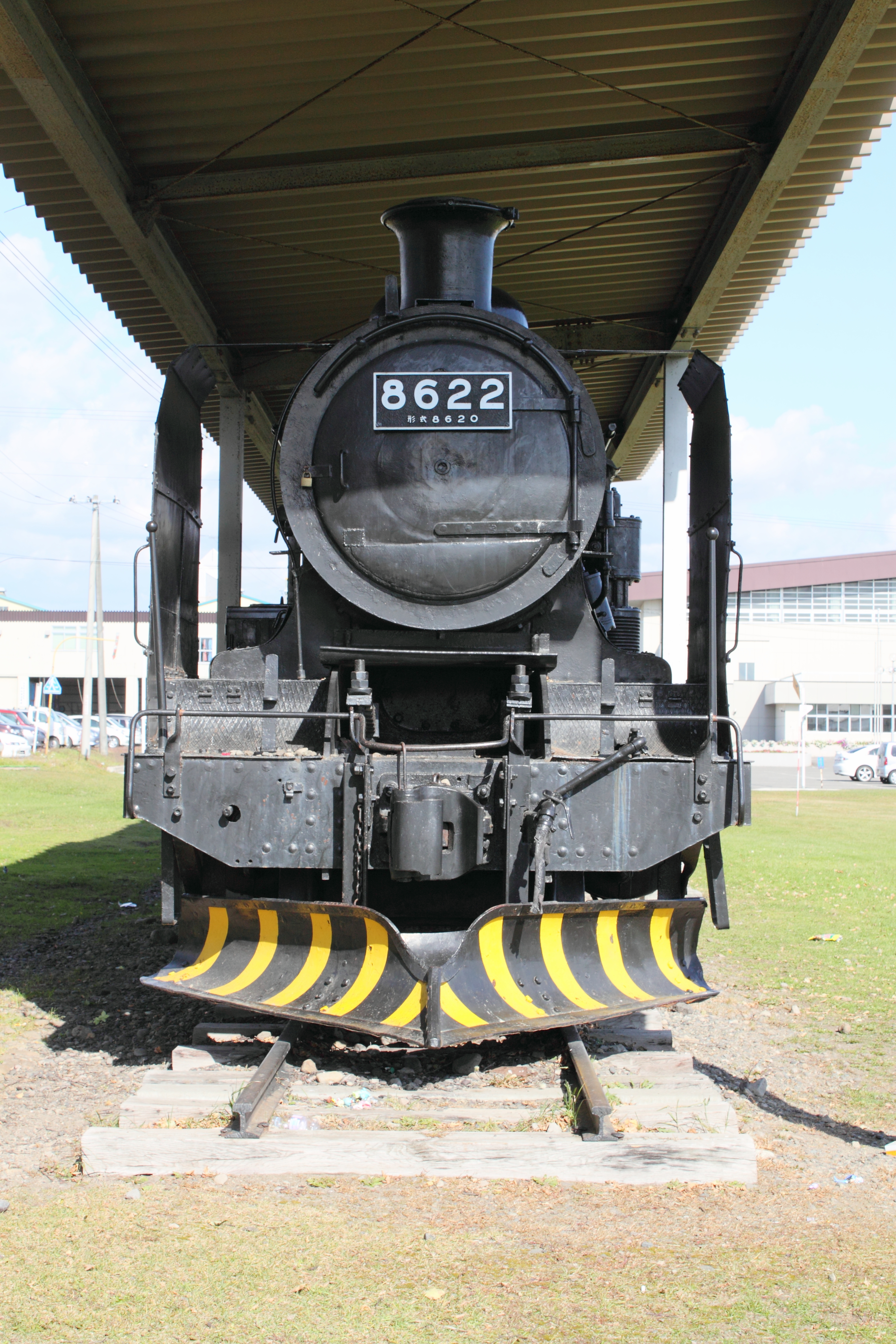
8622(2009年10月)

8620形 (8621, 8622)
開業時に用意された国鉄8620形の同形機。私鉄において国鉄8620形同形機を新製導入した事例はほかにない。8621はDR202CLの導入により1960年廃車。8622は廃止後、旧鹿追駅跡地にて静態保存展示されている。
5700形 (5704)
1931年の上士幌延伸開業用に鉄道省から払い下げを受けた4-4-0形テンダ機。1940年ブローカーが購入したものの買い手がつかず新聞に売却広告が掲載され、山門炭礦に売却された。
8700形 (8722)
1953年入線の国鉄払下げ機。1957年、雄別炭礦鉄道（1959年に雄別鉄道へ社名変更）に譲渡。雄別鉄道廃止後は株式会社釧路製作所にて静態保存展示されている。

### ディーゼル機関車
DR202CL
1959年新潟鐵工所製の45t級ディーゼルロータリー式除雪機関車。留萠鉄道が系列の三和興業（現・NICHIJO）に発注、実車製造を請け負った新潟鐵工所の協力を得て開発し、1958年に導入したディーゼルロータリー式除雪機「DR101CL」のメカニズムを踏襲して導入したもの。留萠鉄道機同様、ロッド駆動の動台車を持つC-2軸配置の特異なレイアウトを備え、動台車寄りに新潟DMH36S機関（450PS）を備えること、付随台車側床上妻面に駆動出力軸を備え、冬季は付随台車側に装着したロータリー除雪装置を駆動できる点も共通。車輛形式まで留萠機の続番のような名であった。ただし、留萠機が動台車側に短い運転室を備えるワンサイドキャブであるのに対し、拓鉄の本機は箱型両運転台の車体を備え、特に動台車側運転台は2枚窓の完全な湘南スタイルであった。除雪能力は最大で1時間当たり15,000立方メートルあり、当線では不足はなかったが、450PSの出力に対して車体が大きすぎ、除雪装置を外した場合の単体の機関車としての牽引力や速度も低いという状況で、性能は蒸気機関車に比べ大きく劣った。本機の導入で蒸気機関車主力時のような混合列車運転が困難になって、やむなく気動車を活用した客貨分離を強いられたという。廃線後は泰和車両に引き取られた後、八戸通運が購入し、鮫駅の貨物側線入換に使用された。
DD4501
1957年日立製作所製の凸形ディーゼル機関車。1964年に豊羽鉱山から譲り受けたもの

### 気動車
キハ101、102
1932年、1933年日本車輌製造東京支店製の小型2軸ガソリン動車。自社発注車。キハ111，112の導入により廃車。
キハ111、112
1956年、1957年に西武鉄道から譲り受けた小型のボギー式気動車で、元は1930年11月日本車輌製造製の佐久鉄道キホハニ55、54。1934年の佐久鉄道国有化（現・小海線）で国鉄籍となった買収気動車で、のち払い下げによって西武鉄道に移った。製造当時はガソリンカーであったが、西武鉄道在籍中にドア位置変更を含む大改造を施されており、拓鉄入線時には機械式変速機のままディーゼル化（日野DS40B・6気筒）されていた。末期に至るまで拓鉄の主力車であった。
キハ301
1963年泰和車両製の気動車で、木造客車ホハ502の台枠を20m級に延長して用いて、国鉄キハ22形類似だが幅狭・前照灯2灯シールドビーム振り分けの車体を新製したもの（泰和車両はこれ以前に、留萠鉄道向けに木造客車台枠ベースで車体新製した気動車を2両製造している）。DMH17系ディーゼル機関に液体式変速機装備で、台車は国鉄キハ07形気動車の廃車発生品払下げとおぼしいTR29形を履いていた。投入5年で廃線を迎え、札幌の泰和車両に送り返された。泰和車両において窓や貫通路を開けたまま荒廃気味の状態で留置されている1971年の写真事例があり、他私鉄への売却が目論まれたが、その後も再起ならず解体された模様。

### 客車
ホロハ1、2
開業時に汽車製造で製造された17m級木製ボギー客車で、当時としても一世代古い鉄道院基本形客車のナハ12500形などに類似した狭幅・ダブルルーフ車。ホロハ1は1946年、事故により大破し、1951年に泰和車両で半鋼製化して復旧、ナハ501となった。ホロハ2は戦後2等室を廃止してホハ502となったが、1963年に台枠をキハ301に譲った。

### 貨車

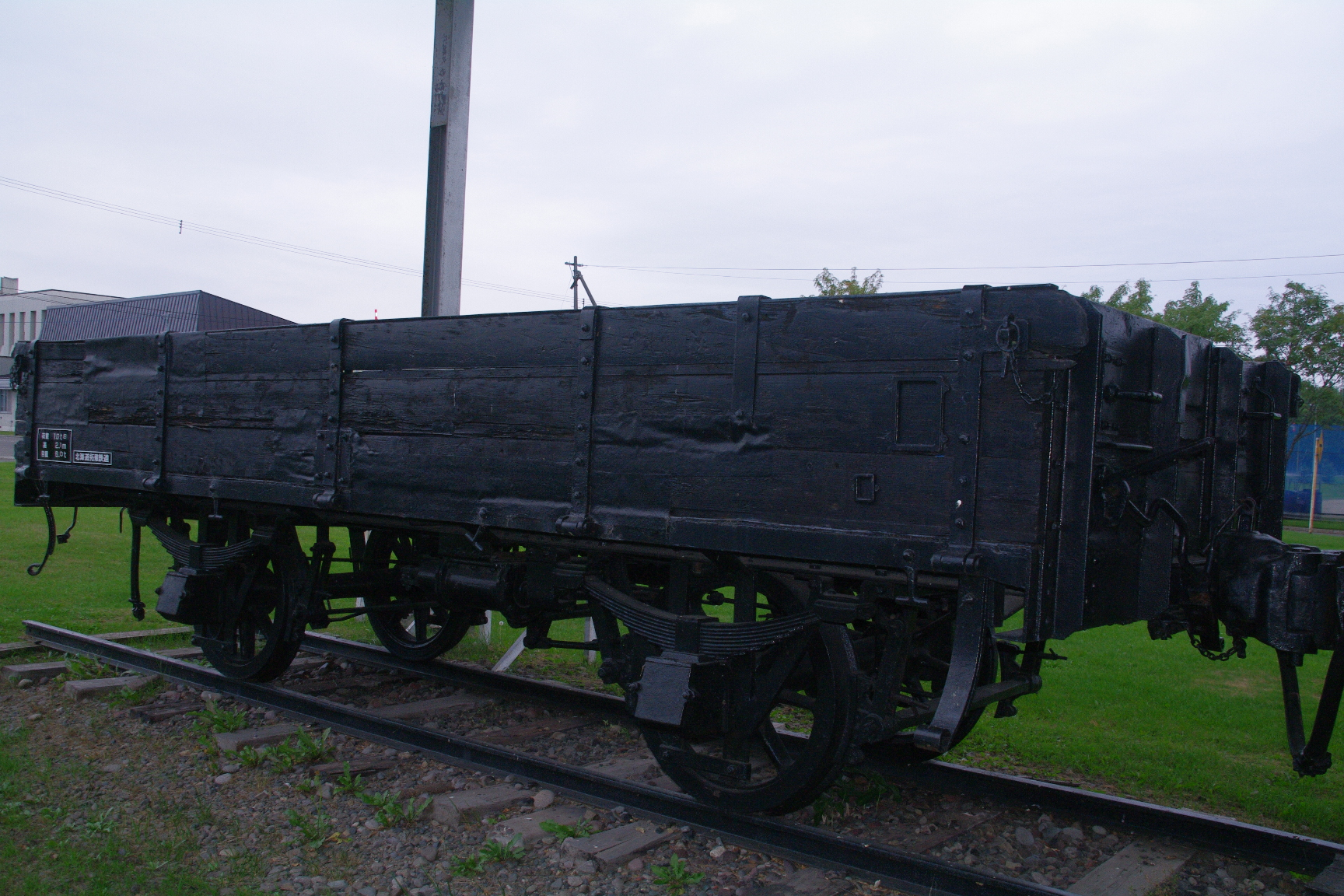
鹿追駅跡に保存中の貨車

#### 新造車
ワ1
1929年（昭和4年）2月汽車製造製
ワム101、ワム102
1928年（昭和3年）9月汽車製造製
ワム103-ワム105
1929年（昭和4年）4月汽車製造製
ワブ1、ワブ2
1928年（昭和3年）10月汽車製造製
ト1-ト10
1929年（昭和4年）2月汽車製造製
トム201-トム205
1928年（昭和3年）9月汽車製造製。国鉄トム16000形の同形車。
トム206-トム208
1929年（昭和4年）4月汽車製造製。国鉄トム16000形の同形車。
チム300-トム309
1929年（昭和4年）5月汽車製造製

#### 譲受車
ト11
1951年（昭和26年）10月25日認可で国鉄より譲受した13t積二軸無蓋車で、国鉄時代での番号はト14500形ト14515
ト12
1951年（昭和26年）10月25日認可で国鉄より譲受した10t積二軸無蓋車で、国鉄時代での番号はト1形ト16006
ト13-ト14
1951年（昭和26年）10月25日認可で国鉄より譲受した10t積二軸無蓋車で、国鉄時代での番号は順にト3750形ト4083, ト4171
ト15-ト16
1951年（昭和26年）10月25日認可で国鉄より譲受した10t積二軸無蓋車で、国鉄時代での番号は順にト6000形ト7233, ト7487
ト17
1951年（昭和26年）10月25日認可で国鉄より譲受した10t積二軸無蓋車で、国鉄時代での番号はト1形ト1929
ト18
1951年（昭和26年）10月25日認可で国鉄より譲受した10t積二軸無蓋車で、国鉄時代での番号はト6000形ト7226
ト19-ト20
1951年（昭和26年）10月25日認可で国鉄より譲受した10t積二軸無蓋車で、国鉄時代での番号は順にト1形ト2096, ト1910
トム209
1951年（昭和26年）10月25日認可で国鉄より譲受した15t積二軸無蓋車で、国鉄時代での番号はトム13500形トム13510
トム210
1951年（昭和26年）10月25日認可で国鉄より譲受した15t積二軸無蓋車で、国鉄時代での番号はトム18100形トム18102
チム310-チム312
1951年（昭和26年）10月25日認可で国鉄より譲受した15t積二軸長物車で、国鉄時代での番号は順にチム1形チム12, チム11, チム15
チラ401-チラ402
1951年（昭和26年）10月25日認可で国鉄より譲受した18t積ボギー長物車で、国鉄時代での番号は順にチラ30形チラ39, チラ52
チラ403-チラ404
1951年（昭和26年）10月25日認可で国鉄より譲受した18t積ボギー長物車で、国鉄時代での番号は順にチラ1形チラ20,チラ10
キ1
1953年（昭和28年）6月23日認可で国鉄より譲受したボギー雪掻車、国鉄時代での番号はキ1形キ9。1958年（昭和33年）廃車
キ2
1958年（昭和33年）5月19日認可で国鉄より譲受したボギー雪掻車、国鉄時代での番号はキ1形キ82

## 国鉄北十勝線の計画
なお、国鉄でも改正鉄道敷設法別表142-3に「新得ヨリ上士幌ヲ経テ足寄ニ至ル鉄道」として北十勝線が計画され、147-2の「釧路国白糠ヨリ十勝国足寄ニ至ル鉄道（白糠−北進間が白糠線として開通）」と接続させて道東横断鉄道を形成する予定があった。
1957年（昭和32年）9月13日、新得町、鹿追町、上士幌町、足寄町による「新得−足寄間鉄道新設促進期成会」が結成。同年末には士幌町も加盟し、路線の一部が士幌町内を通るよう設定された。
この路線が実現すれば、白糠線と結んで新得−釧路間が170kmから150kmに短縮されるとともに、さらに石勝線と結んで道央と道東を直接つなぐ幹線として注目された。また、沿線には豊富な林産物や農産物があり、資源開発が進むと期待された。
1961年（昭和36年）6月16日に予定線、1962年（昭和37年）3月28日に調査線、1964年（昭和39年）6月25日に建設線となった。その間、期成会の名称は「北十勝線建設促進期成会」に変わった。1966年（昭和41年）から測量が始まり、1968年（昭和43年）7月、線路規格を丙線、最小曲線半径500m、最急勾配14‰、橋梁負担力KS-16として線路選定した。
1974年（昭和49年）5月31日、北十勝線の新得−足寄間（69.2km）の工事実施計画が認可され、総工費は153億円、当時は1981年度（昭和56年度）の完成予定とされた。
1974年10月初め、ルート原案が決まり、途中駅と信号場は新得、佐幌信号場、屈足、鹿追、上牧、大牧信号場、士幌、北平和、上士幌、居辺、芽登、活込信号場、足寄とし、士幌−上士幌間は既設の士幌線を利用する計画だった。鹿追町から要望されていた拓鉄ルートの瓜幕経由は入れられず、鹿追市街から士幌まで直線で結んでいた。総延長は71.674km。1974年10月27日に新得中学校体育館で起工式が行われた。なお、新得−屈足間は拓鉄の路盤跡を転用する計画になっていた。
しかし、建設ルートが農地を横切ることから、音更町、鹿追町からルート変更の要望が出され、工事は容易に進まなかった。音更町の沿線住民が「畑を分断するルートを変更しない限り建設を認めない」と建設反対運動を始め、国鉄北十勝線反対同盟を結成するとともに、音更町議会に「北十勝線ルート変更を求める請願書」を提出した。音更町議会は1974年10月28日に請願書を採択した。1975年（昭和50年）2月20日には沿線町村代表が日本鉄道建設公団札幌支社を訪れ、ルート変更を求める要請を行い「国鉄北十勝線の建設で農地が分断され、営農計画がめちゃめちゃになる」と訴えた。
ルートは当初、拓殖鉄道の路線跡を利用する計画だったが、日本鉄道建設公団では「ルートはなるべく直線にしたい」という方針で変更され、新得−士幌間をほぼ直線で結ぶことになったため、音更町西中音更、大牧地区では畑を一直線に遮断するようなルートとなった。両地区は畑作酪農地帯で大規模経営農家が多く、大型農業機械の導入も進んでいた。畑は四角形で機械化の効果が大きいようになっており、鉄道で分断されると機械化の効果が半減してしまうことを建設反対の理由に挙げていた。当初は音更町を通過しないルートが考えられていたため、期成会に音更町は参加しておらず、ルート変更は寝耳に水だった。公団は「ルート変更はできない」と一方的に説明したため、住民は「断固反対」の方針を確認し、強力な反対運動を展開することにした。
起工式の主催者には音更町も名を連ねていたが、住民の反対運動があったため、起工式直前に取り下げた。
音更町西中音更、大牧地区など音更町と鹿追町の住民から「農地を分断されて営農に差し支える」とルート変更の声が強まり、音更町議会ではルート変更の陳情を採択していたことから、期成会では音更町側との協議を重ね、鹿追・瓜幕回りへの変更ルートを決めていた。1976年（昭和51年）11月26日から現ルートと変更ルートで並行して測量が開始された。芽登−足寄間には月見台トンネル（5165m）など全区間でトンネル4カ所も計画されていた。
1978年（昭和53年）から廃線跡を買収する予定になっていたが、予算化が先送りされた上、農耕の妨げになることを懸念した一部農家が建設反対に転じたこともあり、一部区間の測量が行われただけで中止され、未成線となった。

### 設置予定駅・信号場
出典：
新得駅（0.000km）- 佐幌信号場（4.900km）- 屈足駅（8.660km）- 鹿追駅（16.250km）- 上牧駅（23.600km）- 大牧信号場 - 士幌駅（38.500km）- 北平和駅（42.790km）- 上士幌駅（46.760km）- 居辺駅（52.600km）- 芽登駅（59.700km）- 活込信号場 - 足寄駅（71.674km）
士幌駅 − 上士幌駅間は士幌線と重複。